# Goodbye Stranger
Goodbye Stranger è una canzone dei Supertramp, estratta come singolo dal loro album del 1979 Breakfast in America che ha raggiunto la sesta posizione in Canada.
Il "corpo" principale della canzone è costruito intorno ad una semplice melodia suonata al pianoforte elettrico. Poi, man mano che la canzone va avanti l'arrangiamento si intensifica. Rick Davies è il cantante principale del brano e suona il piano. Roger Hodgson si occupa della chitarra. Il brano è uno dei tre estratti da Breakfast in America (insieme a The Logical Song e Breakfast in America) utilizzati per un cortometraggio promozionale del gruppo.
La canzone fu in seguito inserita nella colonna sonora del film del 1999 Magnolia, insieme a The Logical Song. Una parodia del brano, intitolata Goodbye, Toby è stata utilizzata nel finale della quarta stagione del telefilm The Office, interpretata dal personaggio Michael Scott (Steve Carell).
Il pezzo è anche stato utilizzato come colonna sonora di un'intensa scena nel nono episodio di Romanzo criminale - La serie.
Nella serie televisiva Nip/Tuck, nella 13ª puntata della seconda stagione, quando il Dr. Merrill Bobolit cerca un improbabile trapianto del proprio viso con quello del Dr. Christian Troy, al momento in cui inizia a sfigurarsi il volto per rimuoverlo, si può distinguere chiaramente la traccia di Goodbye Stranger nel suo momento più intenso.
La canzone appare nella serie Supernatural nella puntata 17 dell'ottava stagione.
Il brano è anche colonna sonora del primo trailer del film Beau ha paura diretto da Ari Aster.

## Tracce
1. Goodbye Stranger – 5:44
2. Even In The Quietest Moments – 6:39

## Formazione
- Rick Davies - piano elettrico Wurlitzer, organo Hammond, voce, cori;
- Roger Hodgson - chitarra elettrica, cori;
- John Helliwell - fischio;
- Dougie Thomson - basso elettrico;
- Bob Siebenberg - batteria.